# Ctenomys boliviensis
Туко-туко болівійський (Ctenomys boliviensis) — вид гризунів родини Тукотукових. Цей вид зустрічається в околицях міста Санта-Крус, в департаменті Санта-Крус, центральна Болівія, а також в Мату-Гросу на заході Бразилії, у західному Парагваї та провінції Формоса в Аргентині.

## Поведінка
Рийний, рослиноїдний вид, що вживає підземні бульби і корені. Колонії проживають в районах з пухким ґрунтом, що не часто підтоплюється.

## Загрози та охорона
У даний час немає серйозних загроз.